# Пономарёва, Валентина Дмитриевна
Валенти́на Дми́триевна Пономарёва (род. 10 июля 1939, Москва) — советская и российская певица, композитор, исполнительница романсов и джазовая вокалистка. Представительница династий русских цыган Пономарёвых и Эрденко. Мать Олега Пономарёва, сестра Владимира Пономарёва и тётя Сергея Эрденко.
Биография певицы включена в энциклопедию «Кто есть кто в мире музыки» и международную книгу «500 выдающихся личностей в истории человечества». Создательница «Музыкального театра Валентины Пономарёвой».

## Биография
Родилась 10 июля 1939 года в Москве. Родители Валентины Пономарёвой — скрипач Дмитрий Пономарёв, племянник знаменитого цыганского музыканта — Михаила Эрденко, и пианистка Ирина Лукашова. Будущая певица родилась, когда её родители ещё обучались в Московской консерватории и жили в общежитии. Валентина росла, окружённая музыкой. Европейская классика и цыганские мелодии одинаково хорошо знакомы ей с детства.
Валентина обучалась во многих школах, поскольку ей приходилось переезжать с родителями из города в город. После получения среднего образования она поступила на музыкальное отделение училища искусств Хабаровска, сразу на два факультета — вокальный и фортепиано. Во время обучения Пономарёва знакомится с джазом и увлекается этим жанром.
Окончив училище экстерном, Валентина вскоре принимает приглашение на драматическую роль цыганки Машеньки в театральном спектакле «Живой труп» (Театр драмы Хабаровска). В роль входят цыганские песни. Премьера спектакля состоялась 18 декабря 1960 года. «Машенька» имеет большой успех у зрителей.
В 1967 году Валентина принимает участие в Международном джазовом фестивале в Таллине. Там её замечает и приглашает солисткой в свой джаз-оркестр Анатолий Кролл.
В 1971 году певица покидает оркестр и становится артисткой театра «Ромэн». В 1973 году в театре образуется трио «Ромэн», солисткой которого становится Валентина Пономарёва. В том же году трио становится лауреатом Всероссийского конкурса театральной молодёжи и лауреатом Всесоюзного конкурса артистов эстрады. Трио «Ромэн» быстро становится очень популярным, как в СССР, так и за его пределами. Оно выступает на радио, телевидении, записывает альбомы, гастролирует по Союзу и зарубежью. Во время заграничных гастролей Валентина посещает джаз-клубы, в которых не только слушает, но и поёт, навлекая на себя недовольство «органов».
В 1979 году Пономарёва покидает театр. Начиная с 1980, она вновь принимает участие в джаз-фестивалях. Фактически её голос становится голосом советского джаза. Участница первых Поп-механик Сергея Курёхина. В начале 1980-х годов работает определённое время в составе джаз-группы «Архангельск» п/у Владимира Резицкого — ещё одного из столпов советского авангардного джаза.
В 1983 году певица покидает трио «Ромэн» и устраивается работать в варьете в «Интуристе». Программа делается специально под неё, позволяя ей максимально полно реализовываться.
В том же году Пономарёву приглашает исполнить песни главной героини в фильме «Жестокий романс» режиссёр Эльдар Рязанов, но в титры фильма её имя незаслуженно не включают. Тем не менее после выхода фильма романсы в исполнении Валентины Дмитриевны имеют огромный успех, их постоянно заказывают на радио.
С 1985 по 2004 год Пономарёва записывает восемнадцать сольных альбомов, с 1978 по 2007 также участвует в записи большого количества сборников и альбомов других исполнителей. Одновременно с этим она пробует себя в качестве композитора и автора текстов песен.
С 2002 по 2006 год В. Пономарёва осуществляет постановку и проведение циклов концертов «Душа моя — романс» в ГЦКЗ «Россия», где представляет своим слушателям талантливую молодёжь исполняющую классический, бытовой и цыганский романс.
С 2007 года Валентина Пономарёва активно выступает с сольными концертами, является членом правления Дома Работников Искусств и членом жюри конкурса «Романсиада».
На протяжении всего своего творческого пути Валентина Пономарёва всячески поддерживает и продвигает талантливую музыкальную молодёжь. Среди её учеников такие известные исполнители как Шандор Ковач, Дмитрий Шумейко, Диана Савельева, Герман Юкавский, Евгений Южин и другие.

## Дискография (сольные альбомы)
- Gypsy Romances (2004)
- Авангардный РОМАН с Юрием Кузнецовым (2003)
- Как хороши те очи (2003)
- Очи чёрные (2001)
- April in Japan (2001)
- Forte (1999)
- Две гитары (1999)
- А напоследок я скажу… (1998)
- Мы странно встретились (1998)
- А напоследок я скажу… (1994)
- Две гитары (1993)
- Романсы моих друзей (1992)
- Live in Japan (1991)
- Не пробуждай воспоминаний (1990)
- Terra Incognita (1990)
- А напоследок я скажу… (1989)
- Искушение (1989)
- Intrusion (1988)
- Fortune-teller (1985)

## Фильмография
- 1973 — Эта весёлая планета — цыганская певица
- 1975 — Мой дом — театр — певица
- 1979 — Бабушки надвое сказали… — камео
- 2007 — Карнавальная ночь 2, или 50 лет спустя — библиотекарь

### Озвучивание (вокал)
- 1972 — Синие зайцы, или Музыкальное путешествие
- 1974 — Агония
- 1984 — Жестокий романс — Лариса Дмитриевна Огудалова (поёт за Ларису Гузееву)
- 1985 — Королевский бутерброд (мультипликационный)
- 1988 — Кошка, которая гуляла сама по себе (мультипликационный)